# Quod erat faciendum
In der Mathematik wird traditionell ein Algorithmus mit der lateinischen Phrase quod erat faciendum (q. e. f.) (dt. was zu machen war; altgr. ὅπερ ἔδει ποιῆσαι hoper edei poiēsai) abgeschlossen. Sie geht auf die griechischen Geometer und hier insbesondere auf Euklid zurück, der auf diese Weise beispielhafte geometrische Konstruktionen beendete.